# Cartiera Lebon
La cartiera Lebon detta poi Lebon-Cassina è un'antica cartiera che si trova nell'attuale zona San Michele a Pinerolo ed è una delle più antiche del Piemonte.

## Fondazione
La cartiera venne originariamente impiantata da un maestro cartaio di Savigliano nel XIV secolo. L'industria della carta bommbacina, il primo tipo di carta, era fiorente a quel tempo nel pinerolese grazie alla ricchezza delle acque del Moirano.
La cartiera continuò a produrre per secoli e nel 1776, passando di proprietario in proprietario, arrivò nella disponibilità della contessa Rosa Maffei sino al 1834. La fabbrica produsse la sua pregiata carta, anche esportata in Francia, sino al 1869, quando venne convertita in una fabbrica di trattamento della lana cruda.

## Caratteristiche
La cartiera era un tipico opificio preindustriale che dava lavoro a una decina di persone utilizzando stracci macinati in sfibratoi e impastato azionati dall'acqua. Dopo il 1900 venne preso in gestione dalla famiglia francese dei Lebon che possedeva un'altra cartiera a Briosco (Brianza lecchese).